# Borovy
Obec Borovy (dříve Borové, německy Borow) se nachází v okrese Plzeň-jih, kraj Plzeňský. Žije zde 227 obyvatel.

## Historie
První písemná zmínka o obci pochází z roku 1358.
Od 30. dubna 1976 do 23. listopadu 1990 byla vesnice součástí města Švihov a od 24. listopadu 1990 je samostatnou obcí. Podle vyhlášky Ministerstva vnitra ČR č. 513/2006 Sb. přešla obec Borovy ke dni 1. ledna 2007 společně s obcí Nezdice z okresu Klatovy do okresu Plzeň-jih.

## Obecní správa
V letech 1961–1976 k obci patřily Matice, Nezdice a Vřeskovice.

## Pamětihodnosti
- Kaple Narození Panny Marie u státní silnice I/27
- Borovská lípa
- Socha svatého Jana Nepomuckého vpravo u státní silnice před vesnicí směrem od Plzně

## Osobnosti
- Josef Berka (1909–1987), samorostlý básník[5]
- Martin Weinfurt (1832–1890), učitel, spisovatel a redaktor knih pro mládež